# Carolin Otterbach
Carolin Otterbach (* 30. Januar 1963 in Rastatt) ist eine deutsche Filmregisseurin, Drehbuchautorin und Filmproduzentin, die in München lebt.

## Werdegang
Carolin Otterbach durchlief die Grundlehre (Bauhaus) bei Oskar Holweck während des Studiums der Visuellen Kommunikation in Saarbrücken und schloss es erfolgreich ab, bevor sie ihr Regiestudium an der Hochschule für Fernsehen und Film München (HFF)  aufnahm. Ihre Filme – als Regisseurin, Autorin und Dramaturgin für Kino und Fernsehen – wurden international auf Festivals gezeigt und mit Auszeichnungen geehrt.
An der medienakademie (dma) in den Bavaria Filmstudios gibt Otterbach Seminare in Dramaturgie, Recherche und Drehbuchschreiben und betreute Studenten an der HFF München. Sie arbeitet als Drehbuchautorin für die langlaufende Familienserie Die Fallers.
Carolin Otterbach ist Mitglied im Bundesverband Regie (BVR) und bei ProQuote Film.

## Filmografie (Auswahl)
- 1989: Haut und Haar (Buch, Regie, Produktion)
- 1994: Bullchix (Kurzfilm: Buch, Regie, Produktion)
- 1998: Fool Moon – zurück nach Kleindingharting (Regie)
- 2001: Fuck the Pigs! (Kurzfilm: Regie, Produktion)
- 2007: GG 19 – Deutschland in 19 Artikeln (Regie, Folge Kaspars Erbe)
- 2009: Hanna und die Bankräuber (Regie)
- 2012: Bessere Gesellschaft (Kurzfilm: Regie)
- 2023: Gäste zum Essen (Buch, Regie)

## Auszeichnungen
- 1989: Haut und Haar, Prädikat wertvoll
- 1994: Bullchix, Prädikat wertvoll
- 2001: Fuck the Pigs!, Prädikat besonders wertvoll
- 2002: Murnau-Kurzfilmpreis für Fuck the Pigs![4]